# ديريك بريغز
ديريك بريغز (بالأيرلندية: Derek Briggs) هو إحاثي وأحيائي أيرلندي، ولد في 10 يناير 1950 في جمهورية أيرلندا.